# 민노씨

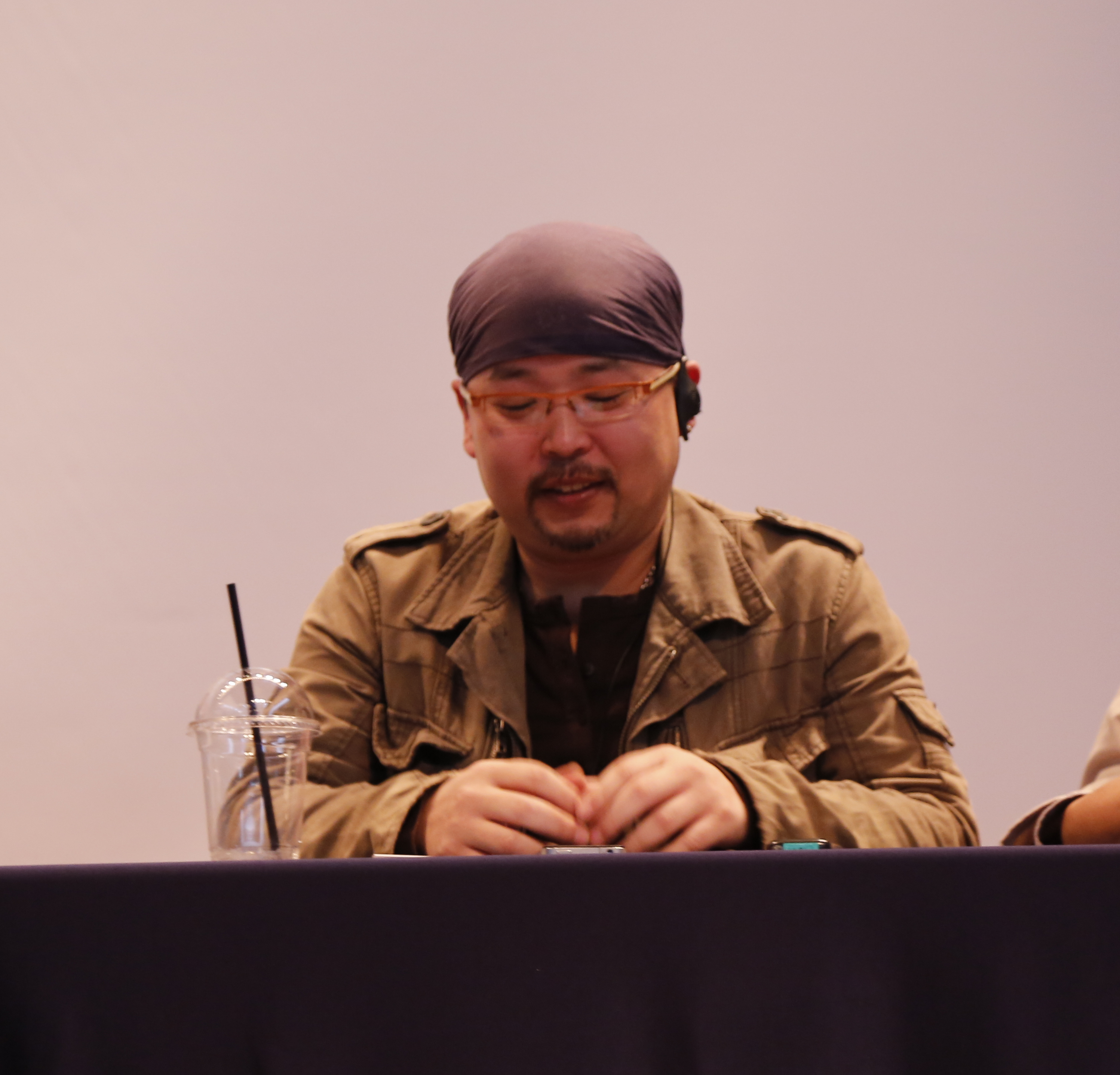
민노씨 (2015년)

민노씨는 대한민국의 언론인이다.
블로그 민노씨.네를 운영하는 '파워 블로거'로서 인터넷상에서의 표현의 자유를 위한 활동에 참여하였다. 2012년 3월 26일에 창간된 슬로우뉴스의 발기인이자 편집장이다. <슬로우뉴스>는 네이버에 의존하지 않고 페이스북 등 SNS에서 질 좋은 콘텐츠를 선보이면서 호응을 얻었고 기존 언론지형에 신선한 균열을 낸 혁신미디어 중 하나로 평가받았다.
오픈웹에서 활동하였다. 인터넷이나 언론 관련 글을 언론에 기고하거나 각종 토론회에 참여하여 의견을 개진하는 등 인터넷 사용자가 인터넷을 보다 주체적이고 능동적으로 이용하는 일에 기여하였다.
2012년 11월 3일에 열린 '제1회 스릉흔드 인터넷 페스티벌: 모험가들'의 총감독을 맡았다. '스릉흔드 인터넷 페스티벌: 모험가들'은 인터넷 사용자들이 주체적으로 인터넷을 매개로 재미있고 의미있는 활동들과 단체를 알리고 서로 도움도 주고받자는 뜻을 나누고자 연 행사로서, 망중립성이용자포럼, 생활코딩, 인터넷주인찾기, 진보네트워크, 크리에이티브 커먼즈 코리아 등 개인과 단체가 참여하고 다음, 구글, NHN 등이 후원한 행사였다.

## 칼럼
- 특산물 없는 강진에서 특산물 만드는 '해들녘애'. 머니투데이. 2013년 1월 25일.
- 미디어오늘과 인간이라는 미디어. 미디어오늘. 2014년 5월 19일.